# Мост Суады и Ольги
Мост Суады и Ольги (босн. Most Suade i Olge, также известный как Мост Врбанья) — мост через реку Миляцка в Сараево, столице Боснии и Герцеговины.

## Название
Старейшее название этого моста — мост Чиришхана. Оно было дано в честь турецкого слова, означающего «клеевую фабрику», которая располагалась неподалёку от моста на правом берегу реки.
В период существования Югославии мост назывался «Врбанья».
После осады Сараева, которая произошла 6 апреля 1996 года, мост был переименован в «Суада Дилберович». Затем, 3 декабря 1999 года, он получил своё нынешнее название — «Суада и Ольга».
Мост назван в честь Суады Дилберович и Ольги Сучич — первых жертв, убитых ополченцами Демократической партии боснийских сербов в ходе демонстрации мирных жителей в начале осады Сараево.

## История
19 мая 1993 года пара Адмира Исмич и Бошко Бркич, представители боснийцев и боснийских сербов, были убиты при попытке перейти мост. Этот инцидент стал основой для документального фильма 1994 года «Ромео и Джульетта в Сараево», который был вдохновлён фрагментом произведения Курта Шорка.
В 1995 году на этом же месте произошла битва у моста Врбанья между французскими морскими пехотинцами из Сил ООН по охране и ополченцами из Армии Республики Сербской.

## В популярной культуре
- Up with People — исполнили песню «Last Embrace», вдохновленную историей Боско и Адмиры, в рамках своего шоу The Festival
- Билл Мэдден — «Bosko and Admira», из альбома 2008 года Child of the Same God
- Джилл Собуле — «Врбанский мост»[3]